# ポピュリズム

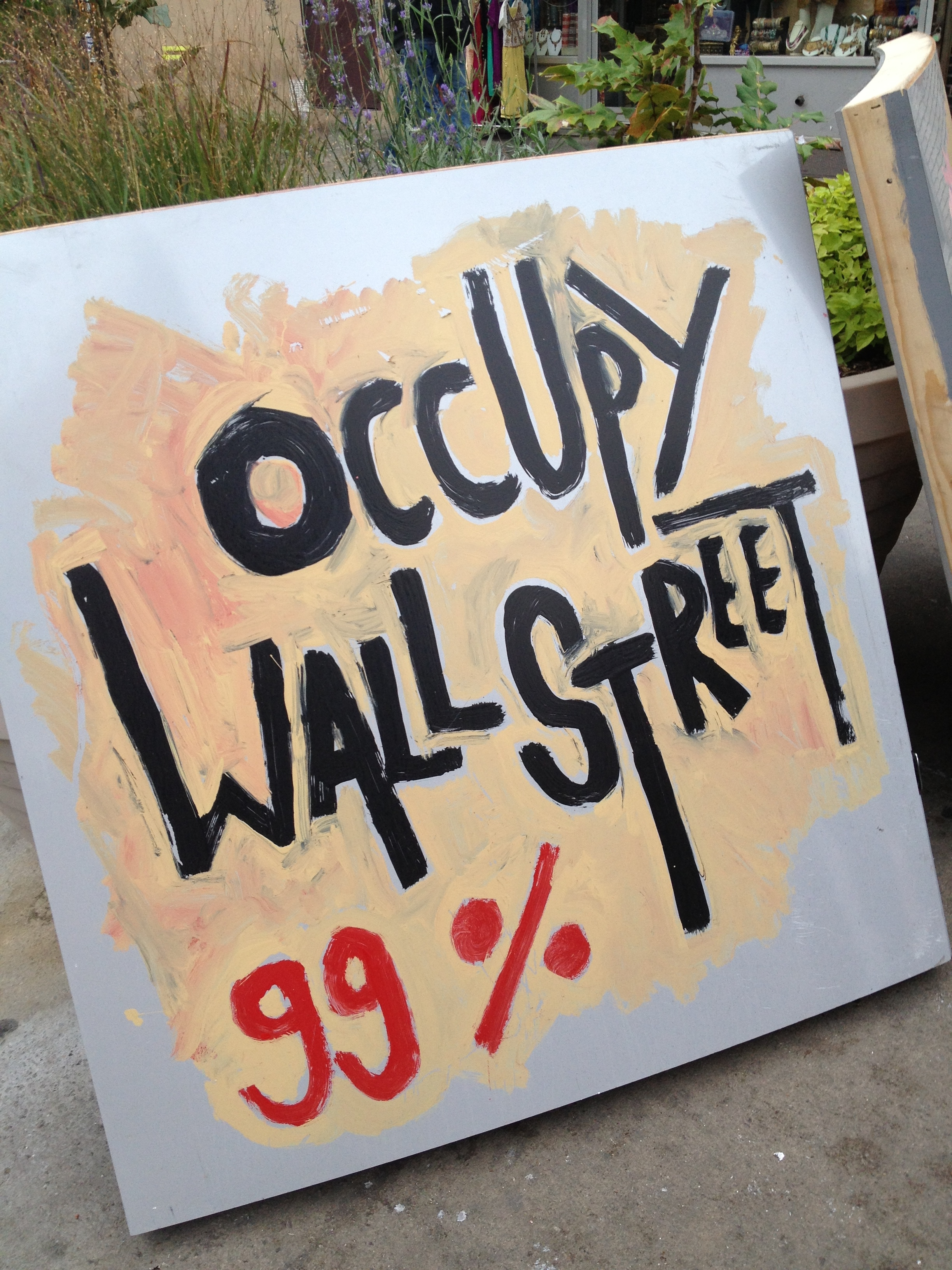
ウォール街を占拠せよ運動で掲げられた「1％」（エリート）に対する「99％」（人々）という意味の看板（所謂We are the 99%の主張）。

ポピュリズム（英: populism）は、政治変革を目指す勢力が、既成の権力構造やエリート層を批判し、人民に訴えてその主張の実現を目指す運動である。日本では、「固定的な支持基盤を超え、幅広く国民に直接訴える政治スタイル」という意味で使用されることが多い。対義語はリアリズム、エリート主義など。
有権者に政治への参加を促したり、政治の大きな変動をもたらすこともあり、民主主義にとって有益な一面もある。一方で、大衆の利益を安易に追求することで社会的弱者の人権が侵されたり、社会的分断を招く危険もある。
アメリカでは概ね肯定的に使われる一方、日本やヨーロッパなど大半の国では否定的な意味で用いられることが多い。
また、同様の思想を持つ人物や集団をポピュリスト（英: populist）と呼ぶ。

## ポピュリズムの定義

### イデオロギー的アプローチ
Will Brettがポピュリズムを「乱用と誤用によって形が崩れた、引き伸ばされた概念の典型的な例」と表現したように、「ポピュリズムという概念には明断な定義が存在しない」と批判されることが多い。
また、「ポピュリズムとは何か」という問いについては、専門家の間で見解が割れており、"-ism"の語から想起されるような、何らかの一貫した価値体系を備えたイデオロギーであるのか、それとも、政治的な手法を指すのかについても、専門家の間では議論が分かれている。
ポピュリズムは大まかに分けてこれまで2種類の定義が使われてきた。
第1の定義は、「人民」の立場から既成政治やエリートを批判する政治運動をポピュリズムと捉えるものである。ポピュリズム研究家として名高いMargaret Canovanや政治学者の野田昌吾、島田幸典、古賀光生らがこの立場を取っている。なお近年の政治学ではこの定義をとる立場が多い。
第2の定義は、固定的な支持基盤を超え幅広く国民に直接訴える政治スタイルをポピュリズムと捉える定義である。政治学者の大嶽秀夫や吉田徹などがこの立場を取っている。
数多く存在するポピュリズムの定義の中でも「有用で、適用範囲が妥当で、広く採用されている」定義は、「最小限の」定義であるとされる。またそれは「理想的なアプローチ」と呼ばれる。

### 海外の学者による定義
Cas Muddeが提案した理想的なアプローチは、ポピュリズムとは単なるデマゴーグや日和見主義のように純粋な大衆迎合主義的思想ではなく、いくつかの核となる信念で構成される。具体的には、①「薄いイデオロギー」で、②「腐敗したエリート（corrupt elite）に対する善良な人々（pure people）という構図に焦点を当てている」、③「腐敗したエリートと善良な人々を敵対的な関係として区別する（善悪の二元論）」、④「政治は善良な人々による一般意志の表現である必要があると主張している」という要素を満たすものがポピュリズムと定義される。そしてポピュリズムは薄いイデオロギーであるので、全体主義や自由主義といった、自立する政治的イデオロギーと結びつくことで外面化するため、政治スペクトルに左右されず、自由に存在することができるとする。
Margaret Canovanは、ポピュリズムにおける人民の要素を次の3つに分類して説明する。1つ目は普通の人々（ordinary people）である。政治エリートやメディア、高学歴層などの特権層と異なり、むしろ特権層によって無視されてきた普通の人々がポピュリズム政党の念頭に置く住民である。これらの人々は発言が取り上げられることは少なくとも、実は多数を占めるサイレントマジョリティであり、ポピュリズム政党はその意見や不満を代弁する政党であると自ら主張する。 2つ目は一体となった住民（united people）である。ポピュリズム政党は特定の団体や階級ではなく、主権者たる国民・人民を代表とすると主張する。党派的対立や部分利益を超えた一体となった住民を想定した上で 、個別利益を求めて争う既成政党・既成政治家と異なり、人民の全体利益を代表する存在として自らを表象するのである。3つ目は われわれ人民（our people）である。この場合の「われわれ」は何らかの同質的な特徴を共有する人々を意味し、それ以外の人と我々を区別する。すなわち国民や主流の民族集団を人民とみなして優先する一方、外国人や民族的・宗教的マイノリティはよそ者として批判の対象となる。この場合のよそ者は社会的弱者であるとは限らず、外国資本やグローバルエリートを含むこともある。　
Daniele AlbertazziとDuncan McDonnellは、ポピュリズムを「善良で均一的（人種・宗教などが共通）な『大衆』」と「大衆から権利、価値観、繁栄、アイデンティティーを奪うエリート層や『他者』と対決させる」イデオロギーと定義した。
同様に、Carlos De La TorreやErnesto Laclauはポピュリズムを「政治と社会を、絶対的な敵対的関係にある2つの陣営間の闘争として分割する二元論的な言説」と定義した。
またJan-Werner Mülleのようにポピュリズムの本質は、反多元主義であるとの見方がされることも多い。また彼は、ポピュリズムは常にアイデンティティ政治の一形態であると主張している。また、ポピュリストにとって実際に「人々」であるのは、ポピュリストに「賛成する人々亅だけであり、他の人々は除外されている。たとえばナイジェル・ファラージがブレグジットを「実在の人々の勝利」であると主張し、ブレグジットに反対した48％の有権者を「人々」から意図的に除外していることが例であるとしている 。
ノーラン・チャートによる定義では、個人的自由の拡大および経済的自由の拡大のどちらについても慎重ないし消極的な立場を採る政治理念をポピュリズムと位置づけ、権威主義や全体主義と同義としており、個人的自由の拡大および経済的自由の拡大のどちらについても積極的な立場を採るリバタリアニズム（自由至上主義）とは対極の概念としている。

ノーラン・チャートによる定義では、ポピュリズム（および全体主義）は左下に位置する。

### 日本の学者による定義
吉田徹によれば、古今のポピュリズムの事例に共通するものとして一般的に指摘されるのは、①政治・経済・文化エリートに対する異議申し立てであること、②主権者として代表されていない「人々」を顕揚すること、③カリスマ的な指導者が扇動することである。誰が「エリート」と「人々」に数えられるかは、その時代や国の文脈に応じて変化する。政治的エリートとしては既成政党や議会・官僚機構、経済エリートとしてはは財界や資本主義家、文化的エリートとしてはマスメディアや知識人が論難されることが多い。また、エリートに無視されているとされる「人々」は、農民・労働者層や自営業者・手工業者が当てはまるとされる。
村上弘によれば、個人的な人気を備えた政治家が政党組織などを経ずに直接大衆に訴えかけることや、単純化しすぎるスローガンを掲げることを指すとする。
評論家の山崎正和は、ポピュリズムを批判するとともに、ポピュリズムとポピュリストについてこのように定義した。
| 「 | 第1に、彼らは民衆の感情を刺激し、理性よりも情念に訴えるという形をとり、しかも、その情念は反感、あるいは嫉妬という点に絞られ、その対象として敵を必要とする。 第2に、ポピュリストが勝利を収めていくとナンバーツー叩きという形をとる。そして、ポピュリズムが勝利を収めた上で、法的、制度的な改編を行って、勝利の結果を永久化するとファシズムになる。 第3に、ポピュリズムはその形成過程において、その目的を実現するための手続き、過程、制度というものを無視するやり方をとり、あらゆる制度、手続きというものを、むしろ目的の敵として攻撃する。 | 」 |

## ポピュリズムの本質

### 右派ポピュリズムと左派ポピュリズムの違い
ポピュリズムは通常、左派と右派の要素を併せ持つ。ポピュリズムはしばしばナショナリズムやリベラリズム、社会主義といった他の政治思想と組み合わされ、大企業や金融の利益に反対するだけでなく、既成の自由主義政党、社会主義政党、労働党に敵対することも多い。すなわち、ポピュリズムには「右派」もあれば「左派」もある。ポピュリストは左右の政治スペクトルに沿ってさまざまな場所に存在している。
また、ポピュリズムが批判するのは、三権分立や官僚機構など、自由主義的原則に基づくエリート支配によって、人民の意思が歪曲されている状況であることが多いが、批判対象は時代、地域、状況によって変化し、曖昧である。ポピュリズムは大衆の影響を直接受けるため政策に一貫性がなく、根本となるような政治思想がないことも珍しくない。
「国家的ポピュリズム」とも呼ばれる「右派ポピュリズム」のレトリック（修辞法＝文章やスピーチなどに豊かな表現を与えるための一連の技法）はしばしば、反エリート主義的感情、「既成概念」への反発、「庶民」への語りかけからなる。一方、「社会的ポピュリズム」とも呼ばれる「左派ポピュリズム」のレトリックもまた、反エリート主義的感情、体制への反対、「庶民」の代弁からなる。
右派ポピュリズムも左派ポピュリズムも、エリートによる自由民主主義の支配に反対するが、左派ポピュリズムは大企業と大企業と同盟を組む者の権力にも反対する。左派ポピュリストにとって重要なテーマは通常、反資本主義、社会正義、平和主義、反グローバリズムなどであり、階級社会イデオロギーや社会主義理論といったテーマは、伝統的な左翼政党ほど重要ではない。
シャンタル・ムフは「政治的対立の中心軸は右翼ポピュリズムと左翼ポピュリズムの間にある」と主張した。また、The International IDEA(民主主義・選挙支援国際研究所)はポピュリズムは必ずしも極端である必要はないが、中道であることはほとんどないと述べている。

### ポピュリズムの便益性と危険性

#### 便益性
ポピュリズムは幅広い人々が同じ政党に集まるという点で民主主義に資する。既存の多くの政党は、特定の団体・宗教に所属していたり、特定の属性がある人々の集まりで、それぞれの政党の主張は、彼らの権益に関わるものになっていることが多く、社会全体にとってプラスにならない主張をされる恐れもある。一方で、ポピュリズム政党には年齢・性別・地域・宗教・組織などの属性という垣根を越えて人々が集まる。そのため幅広い政策が発信されるようになり、政治に大きな変動を促すこともある。
政治学者Benjamin Moffitt（ベンジャミン・モフィット）は、真のポピュリストは、統一された民意を代弁すると主張する。ポピュリズム、ポピュリストと「揶揄」される政党や人々は、怒りをあおるような巧みな表現を用いて民衆を統率するため、ポピュリズムそのものが単に過激なものとして捉えられがちだが、原点に立ち返ってみると、政治の民主化や景気政策など、民衆の利益や意見を推進する活動や思想である。また、ポピュリズムは大衆の意見を吸い上げて、多くの人々が問題だと思っていることを取り上げるため、国民の政治に対する興味・関心が高まる傾向にある。 
また、ポピュリズム政党は難しい社会問題を国民投票などを用いて直接的に解決を図ろうとし、国民の考えが直接的に政策に活かされるようになる。また、こうした手法は急進的な改革を短期に実行するという意味で効果的である。

#### 危険性
ポピュリストにとって裁判所・国会・官僚はエリートの牙城である。よって単独政権を担った場合には、人民の名の下に三権分立や立憲主義を反故にした無制限の権力行使に走る危険性がある。例えば、移民排斥などの政策は人道的に簡単には受け入れられず、三権分立の下、民主主義でそれらを実現しようとすると慎重に議論を重ねる必要があるため非常に時間がかかる。しかしポピュリストが政権のかじを取る場合は、直接民主主義的側面を持つが故に大衆の考えを短絡的に政策に反映しようとする。その結果、急進的な政治となり政権反対派に対する抑圧や権力の乱用に陥る危険性がある。
ポピュリズム政党のジレンマとして、野党である時は非常にラディカルな改革を声高に主張し、多くの人の支持を得るが、与党に入ったとしても、要求を全て実現することはほとんど不可能になるということがある。むしろ、既成政党が部分的にその意見を取り入れることで、ポピュリズム政党が牙を抜かれてしまうということが現実にはよく起こりえる。
また、ポピュリストは問題を単純化し、対立構図をつくる傾向にある。例えば、アメリカのトランプ大統領は対立者を容赦なく批判し、自分の陣営の正当性を主張しつつ、支持者をひきつけたがこの対立者を「敵」とし争いを煽る手法は、国論を二分し社会的な分断が生まれ、根深い対立が残るリスクがある。実際にアメリカではトランプ派と反トランプ派が妥協せず、大統領選挙や議会選挙のたびに激しい衝突が起きた。行き過ぎたポピュリズムは、少数意見や対立者の意見を圧殺することにつながり、民主主義政治に影響を及ぼす可能性がある。

#### ポピュリズムの負の側面への対処法
Liberties（欧州自由人権協会）はポピュリズムに対する「『唯一の解決策』は存在しない」としながらも、排外主義的・極端に攻撃的なポピュリズムやポピュリストの力を弱めるための戦略はいくつもあるとしてる。
Libertiesはまず、ポピュリズム政党やポピュリストを無視しないことが重要である、と述べている。ポピュリズム政党やポピュリストを無視すると、彼らは無視されることを利用して被害者の役割を担い、エリートの外側にいる自分達の立場をさらに強固なものにしてしまう。むしろポピュリストに本質的な議論を求めるべきだとしている。そうすれば、彼らが問題点について多くを語るが、自ら適切な解決策を提示しないことを示すことができる。そして政府がどのように行動し、なぜ特定の決定がなされるのかを、市民が見て理解する機会が与えられるよう、透明性を高めることも解決策になりえること、そして最後に、有権者と選任者との対話が不可欠であることを示している。

### ポピュリズムと民主主義
ポピュリズムは長い間、民主政治とともにあり、その活動や成功は山と谷を経験してきた。民主主義の脅威とされることもあるが、民主主義の修正という相反する側面も持っており、民主主義への関わりについて議論が進んでいる。
ポピュリストによる政権の下で、大衆の利益を安易に追求することで少数民族や移民などの社会的弱者を無視し、攻撃対象にされるなど、ポピュリズムに人権が侵される危険性は存在するが、近年ではそもそも民主主義に内在する課題であるという見解が取られることが多い。
例えば、ポピュリズムへの懸念を表明する人々の中には、この語に「大衆迎合主義」との訳語を当てて、非理性的な、あるいは、反知性主義的な「大衆」の短絡的な欲求に「迎合」するのがポピュリズムである、と非難する者が多い。確かに現実のポピュリストたちを見れば、時には事実に反する主張を展開しつつ人々の不安に付け込み、分かりやすい「敵」を設定して分断を煽るような者も少なくない。しかし、こうした手法そのものはポピュリズムに固有とは言えない。現に民主主義国家の選挙の場において、多くの政治勢力が、自らへの支持を拡大するために競争相手を貶める手法を用いている。
また、現代においてポピュリストたちが支持を集める背景には、代議制民主主義をはじめ、これまでの政治のしくみが多くの人々から支持を失っている現状がある。代議制民主主義のもとでは十分な審議・討論を通じて統一的な国家意思を形成することが必要であるが、全国民の意思を忠実に国家意思に反映するのは不可能であり、必然的に有権者と国家意思との同一性が多かれ少なかれ損なわれることとなる。
そこで、思想としてのポピュリズムは、「民意こそが政治的意思決定の唯一の正統性の源泉である」と考える。この原理は、ルソーの一般意思の議論にも似て、人民主権の理想を体現しているように捉えることもでき、この思想からは、多くのポピュリストが唱える「選挙で勝利した政治勢力は、すべてを決定できる」「政治的な意思決定は、究極において、すべて国民投票で決定すればよい」という主張が導き出せる。しかしそれは、民主主義の最も重要な側面を強調するあまり、個人の権利、とりわけ、言論の自由や法の下の平等は、選挙や議会における多数決でも、揺るがしてはならない民主主義の側面を過小評価しており、民主主義の根幹を脅かしかねない考え方であると言える。
例えば日本を含む多くの国で、独立した司法が違憲立法審査権を有しており、議会が全会一致で可決した法律であっても、憲法に違反するものは無効とすることができる。しかし裁判官は、国民から選挙された存在ではなく、民意を反映させる存在ではない。民主主義を「民意こそすべて」であり、「選挙ですべてを決められる」と解釈するのであれば、矛盾するように思える。しかし、そもそも思想・信条の自由や言論の自由をはじめ、個人の権利の尊重こそが健全な民主政治の根幹である。そこで、あらかじめ多数決ですら決定できない領域を確保しておくことで、民主主義の根幹を守っている。
また、「民意による決定」は尊重しつつも、ポピュリストたちが「一枚岩の民意が既に存在する」ことを暗黙の了解としていることに異議を唱える考え方もある。例えば、利益集団多元主義のように、多様な利害が存在することを前提として、それらを基礎に人々が自由に集団を組織して、集団ごとの競争や連携を通じて合意を形成することを目指す仕組みも存在する。また、「民意」とは、常に移り変わるものであることを前提としながら、議論を通じて合意を創出する努力を重視する仕組みもある。熟議民主主義は、こうした発想に根ざしており、議会制民主主義も、そもそもは、こうした試みを具体化するための仕組みである。
このようにポピュリストの強権的な手法を念頭に、ポピュリズムが民主主義を脅かす、という主張がなされることがある。他方、こうした懸念を共有しながらも、背景にある既存の政治体制の制度疲労を指摘して、ポピュリズムは「民主主義の自己刷新作用」、あるいは、「改革のエンジン」であると主張する論者も少なくない。Margaret Canovanは、ポピュリストが「真の民主主義者を名乗り、政府、主要政党、メディアによって組織的に無視されている不満や意見を表明する」ことから、ポピュリズムは、バランスが崩れた政治システムに対して民主的な是正を促すものであると考えている。ポピュリズムによって民主主義が危機に陥るのではなく、民主主義が機能していないためにポピュリズムが生まれるという考え方である。
最も民主主義的なポピュリズムは、革命よりも改革を通じて、一般市民の利益を守り、権力を最大化しようとするとされる。アメリカではこの姿勢がポピュリスト運動の基本的立場や目標として適用され、1891年「人民党」が誕生した。同党の要求の多くは、後に法律や憲法改正案として採用された（累進課税制度など）。国民発議や住民投票による直接民主制を求めるポピュリストの要求も、アメリカの多くの州で現実のものとなっている。
しかし、現代的な理解では、ポピュリズムは権威主義的な政治形態と結びつけられることが多い。権威主義的なポピュリズム政治は、自らの権力を強化するために民意に訴え、それを体現すると主張するカリスマ的指導者を中心に展開する。この政治形態において、選挙は、国民の国家や指導者に対する忠誠心を反映するものではなくなり、指導者の権威を確認する役割を果たすものになる。
権威主義的ポピュリズムのいくつかの形態は、極端なナショナリズム、人種差別主義、陰謀論、疎外された集団のスケープゴート化によって特徴づけられる。そしてそれぞれが、指導者の権力を強化するため、指導者の失敗から国民の関心をそらすため、あるいは指導者の支配の本質や経済・社会問題の真の原因を国民から隠すために役立ってきた。
また、ポピュリストが代表する「大衆」とは必ずしも現実の選挙における「多数派」と結びつくわけではない。すなわち、既存の利益団体や職能団体に包摂されておらず、政治的に正当に代表されていないと感じている層（農民や単純労働者など）の不満を吸い上げ、既得権益層や過度に保護されているとされるエリートを非難して動員を図るものであり、このことから、ポピュリズムは反エスタブリッシュメント、非主流派の政治と呼称されることもある。

## 歴史

### アメリカ合衆国
ポピュリズムはアメリカの歴史上繰り返し登場した政治テーマである。アメリカでは、社会が変わる時代の節目にポピュリスト的な政治リーダーが登場してきた。

#### 19世紀のアメリカ
第7代大統領のアンドリュー・ジャクソンは、東部大都市の既成勢力（エスタブリッシュメント）への反発を強める支持層の後押しによって西部の農民出身の初の大統領となった。エリートではなく人々による政治への転換を主張し、白人男性普通選挙の全州拡大や政治任用制度の導入を行い、ジャクソニアン・デモクラシーとも呼ばれるアメリカの民主主義制度を進展させた。その反面、黒人や原住民（ネイティブ・アメリカン）の人権には冷淡であったことで知られる。
19世紀のアメリカ史における代表的なポピュリズム運動には、1849年のノウ・ナッシングス、1868年〜88年ごろのグリーンバック運動、1891年に設立された人民党などが挙げられる。ノウ・ナッシングスはアメリカにおける初期のポピュリスト政党の一つであった。外国人排斥を掲げるノウ・ナッシングスは、白人キリスト教至上主義の信念を利用して、少数民族に対して嫌がらせを行ったり、移民に対する政治的プロパガンダを流したりした。またグリーンバック運動は、インフレの持続を願う債務者、主に農業に携わる人々が紙幣の流通量を維持または増加させるために行った運動である。そもそもポピュリズムという言葉は当初19世紀末にアメリカ合衆国で結党された人民党（People's Party, Populist Party）の政治運動を指すものであった。19世紀のアメリカのポピュリズム運動は、その後20世紀のラテンアメリカ諸国におけるさまざまな政権、政治運動にも影響を及ぼしていくこととなった。

#### 人民党の結党
人民党が結党された背景として挙げられるのは19世紀末のアメリカにおける社会経済上の大規模な変動、とりわけ格差の拡大である。
南北戦争後のアメリカでは資本主義経済の発展によってスタンダード石油会社やカーネギー鉄鋼会社、サザン・パシフィック鉄道などの巨大企業が出現し、市場で独占的な地位を獲得した。他方で地方労働者は社会不安と長時間労働を強いられ、労働運動は弾圧されていた。
また中西部や南部の農民たちは、1870年代から農民間の連帯と協同組合活動を目的とするグレンジ、農民連合など農民団体をつくって生活の防衛にあたっていた。しかし、87～90年頃にアメリカでは西部ブームが去ったことによりさらに農村不況は悪化し、農民たちは慢性的な農産物価格の下落で債務を抱えていた。また鉄道会社が一方的に設定する輸送運賃や倉庫料金の独占的なつり上げによる生産諸経費の高騰、通貨デフレ等により困窮するものが後を絶たず、農民の不満は高まっていた。
19世紀末にはアメリカ合衆国では、共和党と民主党の二大政党が確立していたが、南北戦争終結により黒人奴隷制問題がなくなり、民主党と共和党の方向性に大きな違いがなくなったことにより、弱者の受け皿がなかった。また当時は、産業革命による全国的な資本主義の発展とともに成長した財閥が政治に介入し腐敗した金権政治が行われる、金ぴか時代と呼ばれる状態にあった。そのためこうした状況に対し二大政党はいずれも冷淡であった。庶民の生活には目を向けてもらえず、独立革命以来の アメリカ社会の中核を担ってきた勤労者層がないがしろにされているとの意識が高まり、二大政党では反映しえない自分たちの要求を、政治活動を通して表明する必要があった。
90年代に入ると彼らの間に急激に第三党運動への気運が高まった。そして、西部と南部に勢力を有していた農民の政治組織である「農民同盟」の指導者たちが中心となり、そこに社会改良運動や禁酒運動などの南北戦争後のアメリカで勃興した様々な社会運動が加わる形で1891年オハイオ州シンシナティにおいて人民党（通称ポピュリズム党）が結党された。人民党のの構成員またはその支持者は「ポピュリスト」と呼ばれた。
そして1892年7月4日、ネブラスカ州オマハで西部と南部の農民連合を始めとして、労働者組織やいくつかの政治団体の代表が集まり、第一回大会を開催した。人民党は、全国的な最初の第三党として活動を開始した。第一回大会の場で採択された「オマハ綱領」は次のように述べている。
われわれは道義的、政治的、物質的崩壊の瀬戸際にある国のただ中において会している。腐敗は、投票箱、州議会、連邦議会を覆い、判事の法服にまで及んでいる。人民は意気消沈させられている。……新聞はおおかた買収されるか、口封じされている。世論は沈黙させられている。企業は疲弊し、家は抵当に入り、労働者は貧窮にあえぎ、土地は資本家の手に集中している。……ごく少数の人々の、人類史上類を見ないほどの巨大な富を築くために、何百万もの人々の労苦の成果が大胆にも盗み取られている。……われわれは、この国で圧制、不正、貧困を最終的に消滅させるために、政府の権力、言い換えれば人民の権力が、賢明なる人民の良識と経験の教訓が許すかぎり、速やかにかつ広範囲に拡大されるべきであると信ずる。（下略）—人民党、オマハ綱領、歴史学研究会編『世界史史料７』

#### 人民党の政策
共和・民主の二大政党に対抗するこの第三政党の政治運動は、勤労民衆による全国政治権力の奪取をめざしてアメリカ社会をゆるがした。人民党は国家権力が金権勢力によって掌握されているという現状認識に立ち、それを人民の手に取り戻すべきことを唱えた。人民とは生産者階級であり、額に汗して働き富を創造する人びとの総称であった。彼らは労働者階級に共感を示し、労働者と連帯して政治機構変革の運動を高めようとした。そして19世紀的な消極国家論を脱して、国家権力を人民が握って国家の機能を拡大し、人民の福祉のための積極的国家にしようと主張したのである。また彼らは国際的な金融勢力の陰謀である金本位制のもとで人民が搾取されているとし、銀貨の増発によって農産物価格を引き上げ、繁栄を取り戻すべきことを唱えた。
具体的要求項目として、基本的生産手段である土地の私有を前提に、銀貨の無制限鋳造による貨幣の流通増大、鉄道・電信・電話の公有公営、企業の農地所有の制限、累進課税強化、上院議員の直接選挙、労働規制の強化、郵便貯金制度など、農民が商工業者と経済的均衡を享受することができるような政策を中心に要求した。当時としては急進的な社会改革を含む公約を掲げ、不況にあえぐ南部・中西部の小作農と都市部の労働者層の支持を集めた。
また、人民党は南部の黒人に対して当初は共に闘うことを呼びかけていたが、民主党と接近するにつれてその主張に従い黒人差別を容認するようになった。1896年、プレッシー対ファーガスン裁判で最高裁が「分離すれども平等」という判決を出し、黒人分離政策を合法化した背景には人民党の容認もあった。また、党の指導者の中にはリース夫人という女性もいたが、党自体は女性参政権には否定的であった。つまり、人民党は黒人と女性を排除した「南部白人のための改革」を掲げた政党に止まり、大きな革新的潮流を作ることはなかった。

#### 人民党の盛衰
1892年の大統領選挙では、農民運動のリーダーであり南北戦争での北軍の将軍だったジェイムズ・ウィーバーをたてた。共和党・民主党の二大政党に不満を持つ層の支持を得たウィーヴァーは、約100万票（得票率8.5%）を獲得、選挙人票でも5州、22票を得た。中西部や西部の農業州では躍進著しく、コロラド州・ネバダ州・アイダホ州・カンザス州では過半数の表を獲得している。選挙自体は民主党のクリーヴランドに敗れたものの、一定の成果を上げたことで第三党として存在を際立たせた。
1893年には世界的な恐慌の波がアメリカにも及び、不況が深刻になるとピッツバーグのカーネギー製鋼工場のストライキやシカゴのプルマン寝台車両工場でのストライキが続き、資本と労働者が厳しく対立した。クリーヴランド政権は軍隊を動員してストライキを弾圧、労働者は追い詰められたが、人民党は農民の支持を優先して労働運動を取り込むことをしなかった。

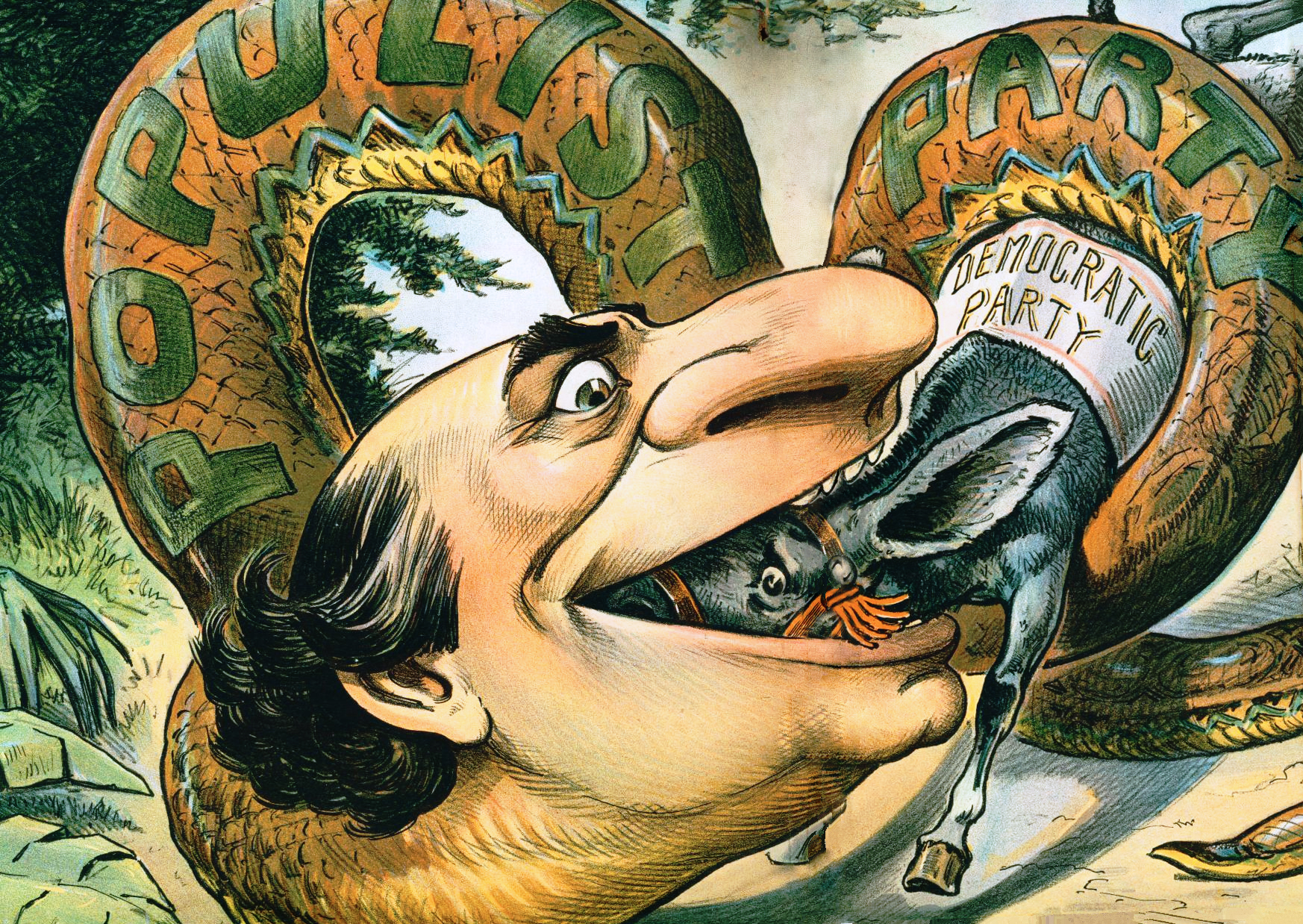
ポピュリズムの堅固な支持者であるウィリアム・ジェニングス・ブライアンが、アメリカ民主党のシンボルを飲み込む風刺画（1896年）。

1894年の上下両院選挙では、下院で7名で上院で6名の議員を当選させたほか、州議会選挙での当選者は数百人に上った。また州知事も3名輩出した。
1896年の大統領選挙では、民主党は西部の農民層を基盤とするウィリアム・ジェニングス・ブライアンを擁立したが、彼は銀の自由 鋳造を訴え、選挙区のネブラスカ州で人民党と協力関係を結ぶなど、人民党の政策・主張に近い人物だった。そのため人民党の執行部はブライアンを公認候補とすることを決定したがそれに反対する党員も多く、党内に分裂が生じた。結局、独自候補を立てなかったことから存在感が薄まり、大統領選挙は北部財閥の強い支持を受けた共和党のマッキンリーに敗れてしまい、人民党に深い傷跡を残す結果となった。
一方、ストライキを闘った工場労働者層の支持を受けて、アメリカ社会党が登場し、弾圧を受けながら活動を開始した。また、共和党・民主党の双方に、独占資本主義の進行に対する抑制・労働者保護・政治の民主化といった、革新主義の運動がはじまった。このように庶民の意見を政治に反映するという目的を果たした人民党の存在意義は次第に薄まり、96年の大統領選挙をきっかけに活動は次第に停滞し勢いを失い、1908年には人民党は消滅した。彼らの要求のあるものは、のちの革新党に引継がれた。

#### 人民党の歴史的意義
人民党はアメリカ最初の二大政党に対抗する全国政党として登場したところに意義がある。人民党はポピュリズム党とも呼ばれたことから、こうした人民党の活動の中で政治思想としての「ポピュリズム」が広く知られるようになった。人民党は、「普通の人々」に基盤を置いて既成政治を批判する姿勢に始まり、既得権益への厳しい告発、具体的かつ急進的な改革の主張、一般に広く通用するわかりやすい言葉遣いに至るまで、後の政治運動に消しがたい影響を与えた。人民党の運命は、アメリカはもとより、ラテンアメリカやヨーロッパにおいても、ポピュリズムのいわば範とすべき最初の政治経験として、以後も繰り返し参照された。
また、同党の提案したプログラムのなかには、20世紀に入ってから二大政党の手によって実現されたものが少なくない。
また、人民党による「忘れられたアメリカ人の受け皿」という流れは、トランプ前大統領を支持したプアホワイトと同じ構図であると指摘されている。トランプの主張とスタイルもまた、既存の政治経済エリートに対する痛烈な批判をはじめとして、この人民党の遺産をどこかで受け継いでいるように捉えることもできる。

#### 20世紀のアメリカ
第二次世界大戦後、ファシズムが否定された世界の中ではポピュリズムの動きが活発化していた。その代表が、共和党のマッカーシー上院議員によって主導された極端な反共産主義運動マッカーシズムであった。
1949年の中華人民共和国の成立やソ連の核実験の成功、1950年の朝鮮戦争により、アメリカ国内では共産主義に対する恐れが広がっていた。その中で1950年２月、マッカーシーは上院で行った演説で国務省内に共産主義者がいると発言し、それをきっかけとして「赤狩り」とよばれる反共運動が活発化した。敵とされた国務省のスタッフは政府を追われ、外交政策に関わった学者のラティモアや物理学者のオッペンハイマーも攻撃対象となった。
国民はマッカーシーの強引な手法を支持したが、公職を追われた多くの人々は共産主義者ではなかった。また、政治家や知識人の多くは巻き込まれるのを恐れ、反共的な言動を強めることとなった。
なお、マッカーシズムはその後大統領となるニクソンやレーガンに影響を与えた。
また2000年代のティーパーティー運動もポピュリズムとされることがある。

#### トランプ政権
トランプ政権も、反エリート、反社会主義、反知性主義などの特徴を持ち、白人労働者階級の雇用などを訴えるなど、（右派）ポピュリズムと呼ばれている。
トランプは「America First（アメリカ第一主義）」や「Make America great Again」というスローガンを掲げ、国際協調よりもアメリカの国益を最優先に考え、また、従来のエリート主義の政治を止めて「国民の力で」世界に分散したアメリカの富を取り戻すことを呼びかけた。
それを実現するために、「メキシコとの国境に壁をつくる（不法移民対策）」、「イスラム教徒の入国禁止（テロ対策）」、「TPP・パリ協定・イランとの核合意からの離脱、同盟国に対する駐留米軍費の負担増額要求・在留米軍の撤兵、保護貿易主義（アメリカ第一主義）」などの公約を掲げた。これらは前のオバマ政権の政策を否定し従来の政策から大きく逸脱したものだった。彼はそのほとんどを、ためらうことなく実施・着手した。そのためアメリカは世界のリーダーとして国際社会に公共財を提供するべきであるといった批判や、このままでは自由世界の安全を脅かすような事態すら招きかねないとの批判があった。
またトランプ政権の発足後には共和党と民主党、保守とリベラル、富裕層と貧困層、プアホワイトと不法移民、アメリカと中国、アメリカとイスラム教国、アメリカと同盟国、その他、人種差別、性差別、環境問題、貿易面における他国と協調など社会的な分断が随所で見られた。そのことから「アメリカ社会を分断した」と批判された。しかしトランプは既にアメリカ社会にくすぶっていた分断の火種を煽っただけに過ぎず、むしろその火種は過去の民主党政権の時代に拡大したものである点がある。
1980年代、共和党レーガン路線に対抗すべく民主党は「民主党指導者会議(DLC)」を創設、労働組合から離れて新産業や金融業界と結びつき、新自由主義を目指し労働者階級を見捨てた。これによって、民主党がエリート党、共和党が労働者党になる逆転現象が生じていった。さらに、民主党支持者はアイデンティティ政治として白人多数派の差別意識を糾弾し続ける「文化戦争」で、国内世論の分断を図っていた。
世界はグローバル化やIT化が進み格差が拡大する中で民主党のオバマ政権が誕生し、2期8年に渡りマイノリティや多文化主義に肩入れした政策を実施した。特にアメリカ社会でマイノリティとの共生については、都市部のリベラル層は多様なマイノリティを寛大に受け入れることを「理想」とすることが多いが、その一方で地方がその寛大さによる「現実」部分のツケを払わされ、マイノリティによる雇用の圧迫という厳しい現実にさらされていた。本来であれば貧困層を助けるのもリベラルの役割であるはずが理想主義的な視線は人種的マイノリティにばかり向いて、プアホワイトには向かなかったと評された。その結果アメリカ社会で格差に苦しみながら、政策的に救われない人々が生まれた。それが「プアホワイト」と呼ばれる「貧困にあえぐ白人労働者層」であった。彼らの多くはワシントンから遠く離れ、近代化から取り残された工業地帯、いわゆる「ラストベルト（錆びついた工業地帯）」の工場労働者であった。彼らはマイノリティ重視の民主党の救済プログラムから取り残されたことから「忘れられた人々」とも呼ばれた。またラストベルトは民主党の伝統的な支持基盤であったが、アメリカ中西部の五大湖周辺に位置し、都市部から離れた地域が多いため保守的な考え方の有権者が多かった。トランプの勝利の決定打はオバマ政権下で声なき声とされてしまっていたプアホワイトを味方につけたことがあげられる。またそれらに加え、不動産業の大富豪であり、テレビ番組の司会としても知られていたトランプのカリスマ性も大統領選挙の勝利に大いに貢献した。
トランプの政治手法は、アメリカ社会のほころびに火を点け、敵味方の構図をつくってソーシャルメディアで煽ることでこれまで都市部のエリート層には届かなかったアメリカの膨大な「声なき声」にガソリンを投下して、燃え上がった怒りのエネルギーを味方につけ、支持を拡大させるというものであった。トランプは分断の構図をわかりやすい言葉で情報発信することで特にリベラルによって自分達が見捨てられたと考えたプアホワイトを味方につけた。また、自身に批判的なメディアであったCNNやニューヨークタイムズなどの発信を事あるごとにフェイクニュースであると主張した。
トランプは2020年の大統領選では再選を逃したが、その原因として「新型コロナ問題への対応のまずさ」や「アメリカ社会の分断を進めすぎた」ことが挙げられた。しかし、トランプ支持の動きは止まらず、2024年アメリカ大統領選挙で復活を果たした。

### 南米

#### アルゼンチン

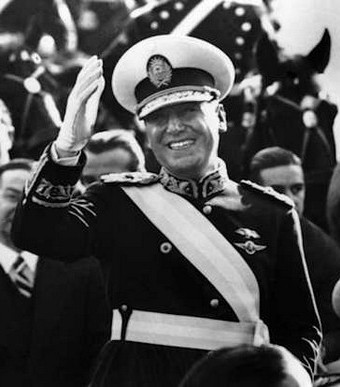
アルゼンチンのフアンペロン大統領のペロニズムは、ポピュリスト運動と見なされてきた。

アルゼンチンは19世紀半ばから自由貿易体制の下でヨーロッパから資本や移民を積極的に受け入れ、急激な人口増加と共に経済成長を遂げた。しかし資本主義を背景とし、寡頭支配層が台頭することとなった。
そうした依然とした政治のあり方へ不満を持っていた都市の貧しい労働者を率いて、急進左派の急進市民同盟が結成され、ゼネストなど激しい労働運動を繰り広げた。そして1916年には初めての普通選挙が実施され、その指導者であったイリゴージェンを大統領に当選させた。この新政権は寡頭支配層に寄った従来の政治を修正したが、1930年9月に軍事クーデターにより倒され、軍政を経て民政移管後、1932年に再び寡頭支配層寄りの保守党政権が樹立された。クーデター以前のアルゼンチンは南米でもっとも開明的で民主的な政治を行なっていたのだが、これ以降、民主選挙では左派に勝てないことが明らかになって、保守派は軍部を背景として不正選挙をつづけることになる。
第二次世界大戦が起こると、アルゼンチンでは連合国につくか、枢軸国につくかで国論が二分する。自由貿易から利益を得ていたアルゼンチンはアメリカの保護主義を嫌って当初は枢軸国寄りの中立を維持したが、アメリカから借款や武器貸与を止められたことで政局は混乱し、1943年に軍事クーデタを行った将校グループの中心の１人であったフアン・ドミンゴ・ペロン大佐は、労働関係官庁のトップの職に就いて、福祉拡充、賃金上昇などの労働者寄りの政策を行い、自らを支持するものへと労働組合をまとめ、組織化も進展させる。また、配偶者のマリア・エバ・ドゥアルテ（愛称エビータ）とともに寡頭支配層と帝国主義（大国の資本や権力）を強く攻撃し、自らを豊かでない人々の代表とする主張を、強烈な演説などで示した。
ペロンの地位を不動のものにしたのは1945年10月9日、軍内反ペロン派のクーデターで拘束されたことで、エビータがラジオで国民に釈放を訴え、10月17日に2万を超える労働者が大統領官邸前の五月広場を取り囲み、ペロンとエビータの名を叫んだ。それに恐れをなした軍部や保守派はペロンに権力を委ねるほかなかった。この場面はミュージカル「エビータ」やマドンナ主演の同名の映画でも有名で、大衆の動員が政治を動かすポピュリズムの典型として現在でもしばしば言及される。そのようにして支持を集めたペロンは政党を形成して46年の選挙で勝利した。大統領になった後も同様の政策・アピールを続け、国有化と国内資本による工業化を振興する政策での経済発展を進める。他方で、反対派に対する弾圧も行い、権力集中も明らかだった。
ペロンは政府介入による賃金引上げ、年金制度拡充、労働組合結成などの政策で大衆の支持に報い、「デスカミサードス（シャツなしの素肌に上着を着る貧乏人）」を自称する労働者たちはことあるごとに政府支持のデモに繰り出した。彼らのあいだで絶大な人気を誇ったのが妻のエビータであった。
もともとは軍事史の研究家であったペロンがなぜ軍部のなかで急速にちからをつけ、アルゼンチン民衆の個人崇拝の対象になったのかは諸説あるが、地方のガウチョや都市の貧困層に社会福祉を提供しようとしたペロンの「カリスマ型温情主義」が、ゆたかさから拒絶されていたひとびとを引きつけたとされる。大統領府のバルコニーからのペロン夫妻の演説に、大統領府前の広場に集まった多くの人々が熱狂する様子は、ポピュリズム政治を象徴する光景であり、そこに示される「民衆層に直接的に訴えかける指導者の個人的な人気」をポピュリズムの定義的要素とする議論が支配的だった。ほぼ同時期のブラジルのＧ・ヴァルガスやメキシコのＬ・カルデナスも、文脈はそれぞれ異なるが、同様の政治スタイルを持ち、類似した政策を行った。
ペロンが失脚したあともアルゼンチンの政治は混迷をつづけ、1976年にはホルヘ・ラファエル・ビデラ将軍がクーデターで権力を掌握して独裁政治を行なった。ビデラ政権時代は労働組合員や政治活動家、学生、ジャーナリストなどが大量に逮捕・監禁・拷問され、3万人が行方不明になったとされる。「汚い戦争」と呼ばれるこの“市民に対するテロ”は、いまもアルゼンチン社会に深い傷痕を残している。民政移管後は、ブエノスアイレスの富裕層や企業が求める新自由主義的な政策と、それに反発する貧困層を動員したポピュリズム的な保護主義のあいだで政権は大きく揺れ、2001年と2014年の二度にわたって債務不履行を起こすなど財政問題が深刻化した。現在は、クリスティーナ・キルチネル前大統領の保護主義政策を批判して大統領選を勝ち抜いた中道右派のマウリシオ・マクリが、国際社会の信頼を回復すべく市場主義的な政策に大きく舵を切ったが、都市（ブエノスアイレス）と地方（パンパス）の著しい格差というアルゼンチンの構造問題は変わっていない。また、マクリ大統領の名がパナマ文書に載っていたことから、五月広場は「グローバリズム」を批判する市民に占拠された。   

#### ラテンアメリカ諸地域
ラテンアメリカではポピュリズムが20世紀の半ばに全面的に開花し、今もなお持続的な影響を与えている。ケネス・ロバーツも述べポピュリズムはラテンアメリカ諸国に良かれ悪かれ変額をもたらしこの地域の政治に消し難い刻印を残すこととなったと述べている。
ラテンアメリカでは、ポピュリズムの政治が同時代にいくつかの国で顕著に現れた3つの時期を指摘できる。
第1の波は、1930- 40年代を中心とした時代に現れ労働者の保護や反帝国主義・民族主義を唱える一連の政党が出現した。その最も典型的とされる事例が、アルゼンチンのフアン・ペロンのものである。
それらの政党は世界恐慌で一次産品の輸出経済体制が動揺した際、既存の大地主層やエリート層を敵とし、中間層主導で労働者層から支持を集め政権を獲得した。輸入代替工業化など国家主導開発を推進したナショナリズムを掲げ、外国資本の国有化、農地改革、雇用創出や福祉増大など所得再分配政策により成長を実現した。戦後アルゼンチンのペロン政権に代表されるこれらの政権は概ね労働者や農民を支持基盤とし、左派ポピュリズムに分類される。しかし保護主義による工業化は非効率的な生産構造を形成し、バラマキ政策は財政赤字とインフレを巻き起こし、1980年代には債務危機を招き衰退した。外資を含めた企業の国有化、過度な労働者と労働組合の保護、一次産品主導型の経済、そして福祉への過剰な支出で財政は破綻した。ペロンの死後も労働組合が過剰に権力を持つようになった影響で海外からの投資の額も減少していった。そして対外債務の急増による大規模な金融危機が発生しデフォルトに陥った。
第２の波は、1990年代前半に新自由主義改革を行った政治家の一部、アルゼンチンのＣ・メネム、ペルーのＡ・フジモリ、改革を行おうとして腐敗スキャンダルによって政権を追われたブラジルのＦ・コロルなどの政治からなる。ポピュリズム政治による場合は、新自由主義改革が急速で極端になった傾向が指摘される。経済破綻に陥った中南米は、90年代アメリカ主導のグローバル化の波に飲み込まれた。89年にアメリカ主導の債務救済策「ブレイディ・プラン」に後押しされ、急進的な市場経済改革への合意である「ワシントン・コンセンサス亅が成立した。しかしその反動で貧困や失業などの大きな犠牲を強いたが、成長の波に乗れずブラジルの金融危機からアルゼンチンの経済破綻に至る、「失われた5年亅（98年〜03年）を経て不満不満が噴出した。そういった新自由主義の反動と資源ナショナリズムの交流により南米のポピュリズムは再活性した。コンセンサスが市場万能主義として批判にさらされ、反米感情が高まりを見せた。
第３の波は、多くの人々が新自由主義の政策に不満を持ったことを基盤として、ポピュリズムの特徴を持つ左派的な指導者たちが広く支持を集めた時期である。
1990年代末から21世紀初頭に政権に就いたベネズエラのチャベス、エクアドルのＲ・コレア、ボリビアのＥ・モラレス（ただし、社会運動に基盤を置くためポピュリズムとは異なる性格を持っているとする論者もいる）などである。99年、ネオ・ポピュリズムとも呼ばれる、ベネズエラのチャベス政権が誕生したことを皮切りに、分配や公正を重視する左派政権が相次ぎ誕生した。これらの政権は21世紀の社会主義を掲げた、米州ボリバル同盟（ALBA）のもとに糾合した。ALBA諸国は参加民主主義や共同体主義を掲げ、カリスマ的指導者の下で「革命」を標榜し、既成勢力を「敵」として大衆を動員する、中南米に伝統的なポピュリズム政権に回帰した。政権はこぞって三権分立を反故にし、国民投票による大統領の無制限再選を可能にするなど長期強権化に邁進した。また、石油などの世界価格が高かった条件の下で、これらの指導者、特にチャベスは、貧しい人々の生活条件の改善を強く進めた。先住民人口が多いところでは、先住民の権利・文化の重視と重なるが、恵まれた環境になかった人々のシンボリックなエンパワーメントも重要な要素とする点でも、第１の波の指導者たちと共通する。しかしチャベス大統領の死去（13年）と同時に進んだ原油価格などの資源価格の下落は左派政権の存在基盤を切り崩していった。保護主義の下で、ばらまき型の経済運営をした左派政権は経済悪化と高インフレに直撃され、アルゼンチンやブラジルにおいて左派ポピュリズム政権の時代は幕を閉じた。

### ベネズエラ
かつてベネズエラはオリノコ川流域に豊富に存在するタール状の超重質油を主として、資源大国として潤っていた。都市のインフラも整備され、他の中南米諸国と比べれば政治も安定して中産階級も育っていた。
しかし現在は食料、生活必需品や薬が慢性的に不足して栄養失調や飢餓まで報告される深刻な危機が進行している。
ベネズエラの事例は誤ったポピュリスト政策がいかに一国のシステムを比較的短い間に破綻させ得るか、という教訓に満ちている。ベネズエラの貧困世帯は2013年から2015年までのたった2年間で人口の3割から7割に膨れ上がり、それが今では9割だというカラカスの大学による試算もある。
社会格差の是正を期待した民衆の大歓声を浴びて迎えられた政権が、極端なナショナリズムや排他主義、短視眼的なバラマキなど問題解決には程遠い政策で、国民の大多数であり支持基盤であった貧困層をより深い貧困へと突き落とす結果となった。

#### 20世紀末のベネズエラ
ベネズエラの外貨収入の95％近くを稼ぐのは原油であり、原油は70年代から国有化されている。チャベス政権以前の国営ベネズエラ石（PDVSA）は政治的には中立で、自立した経営が認められていた。
西部マラカイボ地域の油田は良質だが、古くて生産量は先細りであった。一方オリノコ川流域には巨大な原油が埋蔵されているが、ヘビーオイルの比重が高かったため、そのままでは国際市場で競争できなかった。
そこで90年代に積極的に外資が導入され、最新技術で超重質油をアップグレードしたり新規の油田を探鉱・開発するプロジェクトが進められた。リスクの高い投資プロジェクトを外資に負わせることで国家資源の開発を図った。この結果、2000年代の始めにはベネズエラの原油生産量の3分の1が外資となっていた。

#### チャベス政権
そうした中「外国石油資本と結びついて特権を得る富裕層と対決する」という分かりやすい階級闘争に訴えて1998年に当選したのが、故ウゴ・チャベス前大統領だった。チャベスは「人民に権力を渡さなければ貧困はなくならない」と訴えた。チャベスによる一連の左派改革は、圧政から植民地を解放したベネズエラ出身の英雄の名を冠し「ボリバル革命」と呼ばれる。
中南米ではスペイン植民地時代の負の遺産で歴史的に社会不平等が大きく、多数を占める貧困層を中心にポピュリズムが浸透しやすい構図がある。チャベス氏自身は中産階級の出身だったが、元軍人でカリスマもあり、貧困層から圧倒的な支持を得た。
チャベスは「大きな政府」をコアにした政策を打ち出した。通信、銀行、鉄鋼、セメント、酪農業、スーパーマーケットなどを次々に政府に収用した。そして公平に商品を分配していないという疑いをかけた会社を次々に摘発した。その為、外国企業はベネズエラ政府に自分の資産を接収されるリスクにおびえ、追加投資をしなくなった。こうしてベネズエラの民間セクターは、だんだん非効率で情実や裏取引に満ちた公的セクターに駆逐されてゆき、どんどん経済全体の活力を奪っていった。また、経済に占める政府の割合が大きくなったことで政権の影響力は増し、チャベスが大統領の座に居座ることを容易にした。
反対勢力による激しいゼネストを封じ込み、2万人近い従業員を親チャベス派に総入れ替えするなどして2003年までにはPDVSAを完全掌握。原油利益の大半を「ミシオン（使命）」と呼ばれる貧困者対策などの社会事業の原資として吐き出させることに成功する。さらに外資メジャーとやっていた事業については、国営公社が6割以上の権益を持つよう2006年から再交渉を義務付け、エクソンモービルやコノコ・フィリップス、フランスのトタール、イタリアのエニなどの資産を事実上接収した。
しかし、こうしたチャベス政権の政策は、国家戦略上極めて重要な原油産業を自らの手で潰してしまうこととなる。
チャベス政権下で政府には、PDVSAの利益の多くが社会事業に回され、既存油田のメンテナンスや新規油田開発の為の投資は原油収入のわずか0.1%まで削減された。またそれまでは外資メジャーが肩代わりしていた油田開発や重質油のアップグレード技術への投資も国営化によって止まってしまった。ベネズエラの原油は古い油田や重質油が中心であるので、メンテナンスや新規投資を怠ることでどんどん国際競争力を無くしてしまった。ベネズエラの原油生産量は目に見えて低下し、コストが高い超重質油の比率が上昇した。ベネズエラには原油価格下落に備えて、価格が高い間に余剰資金を備蓄しておく安定化基金があったが、チャベス政権が法改正をして、基金への振り込み義務を無効にした。
その結果、原油価格が急落した時、バッファーを持ち合わせなかった現マドゥロ政権は、大量の紙幣を刷ってハイパーインフレの負のサイクルに突き進んでいった。

#### マドゥロ政権
マドゥロ政権は、原油価格下落により、大量の紙幣を刷ってハイパーインフレを引き起こした。
チャベス政権が貧困層の救済のため、食料や日用品の価格統制を行っていたため、原油価格下落以前から物不足は始まった。その結果、業を強いられた業者が次々に製造や販売から撤退し、食料や商品が商品棚から消えた。さらに政府はデフォルトを防ぐことを優先して民間セクターの輸入を大幅に制限したため、生活必需品不足が一段と深刻化した。
近年のインフレには賃上げが追いつかず、食料や最低限の生活物資を購入するのも困難になっている。
今年1月から最低賃金は月に1万8000ボリバルと以前の3倍に引き上げられたが、一般の人が利用する非公式為替レートでは7ドルにもならない。一方、玉ねぎ1キロの値段は4000ボリバル、洗剤は5000ボリバルであった。カラカス市の六千人以上を対象にした大学機関の調査では、市民の平均体重が2016年は7キロ、2017年には11キロ減少したという。国連食糧農業機関は、人口の12％に相当する370万人が栄養失調だと発表した。外貨収入や海外に脱出する術のない貧困層を中心に、国民の負担は極めて大きい。ベネズエラ中央銀行のデータでは、外貨準備高は2011年に300億ドルあったのが2019年の1月現在は80億ドル程度しかない。前政権は国民にタダ同然のガソリンを大盤振る舞いしたが、現政権も財政拡大路線を踏襲しており、原油価格が回復しても財政収支の均衡は難しい。

### ドイツ
1930年代のイタリアのファシズム運動、ドイツのナチズムは既存のエリート層である大企業・外国資本・社会主義者・共産主義者・知識人などに強く反対し、大衆に対して雇用や労働条件向上を実現する変革を直接訴えたため、ポピュリズムと同一視される場合が多い。

#### ナチスドイツ
ヒトラーは「ドイツ国民を全体主義で抑圧した独裁者」というイメージで、大衆から熱烈に支持されるポピュリストとは無縁に思われがちであるが、彼はドイツ国民が、選挙という民主的な手段で、自ら選んだ独裁者であった。
民主主義は「多数決による合意」を基本とするため、リーダーシップが不在になることが多いが、有事の際に強いリーダーがいなかったドイツでは、それが短所として露呈し、大衆に「民主主義への幻滅」を強く与えた。そこで大衆が、有事の際に自分たちを導いてくれる強いリーダーを求めた結果、ヒトラーという独裁者を誕生させることとなった。また、ヒトラーは著書の「我が闘争」の中で政治の決定は大衆によってではなく、一人の有能な人物の独裁で行うべきだと主張していた。こうしたファシズムに特有の多数決を否定し、国民が優秀なリーダーに従うべきという思想（指導者原理）は、多数決を正当性の根拠とするポピュリズムと異なる点とされる。
当時、ヒトラーの所属していたナチス党は小政党としてくすぶっていた。しかし、1929年の世界恐慌を境に、ヒトラーが様々なメディアを通じて、既存政党を悪と断じて激しく批判すると同時に、国民に「強いドイツをよみがえらせてくれるのは、民主主義か強いリーダーか？」と選択を迫った結果、1932年の選挙で勝利し、与党の座を勝ち取ることとなった。
ヒトラーのカリスマ性を前提としたナチスのポピュリズムを、より効果的に演出したものは「宣伝」であった。ナチス政権は1933年に「宣伝省」をつくり、ヨーゼフ・ゲッベルスを宣伝大臣として、ラジオなどで国民啓蒙・国威高揚・敵の排除などのための宣伝を積極的に行った。ヒトラーの演説は弁舌巧みなうえ、内容も、単純明快・敵味方の断定・わかりやすい解決方法・選択を迫る口調などで磨き抜かれた見事なものだっただけに、活字よりもラジオによる肉声のほうが、はるかに大衆扇動効果が高かった。そのため宣伝省はラジオの普及に力を入れ、1940年には、ほぼ全家庭に国民ラジオ（海外放送は受信不可）が行き渡るまでになっていた。
こうしてヒトラーの演説に扇動されたドイツは、この後全体主義へと進んでいった。ナチスが国家の維持の妨げになるものを徹底的に排除した結果、共産主義者、同性愛者、障害者などは、さまざまな理由で弾圧された。中でも「ユダヤ人」いう明確な敵を設定すると同時に「アーリア民族の優越性」という自己愛をくすぐるスローガンを、メディアを通して繰り返し浸透させる手法で憎悪を増幅し、その力を背景に一党独裁を確立した。
また、そのための組織も整備され、ヒトラーや党幹部の特別護衛組織が「親衛隊（SS）」、ナチス党の民兵組織が「突撃隊」、従来までの警察組織は「秘密警察（ゲシュタポ）」に再編成され、ドイツは危険な方向に流れていくこととなった。

#### 21世紀のドイツ
2015年に中東や北アフリカでの紛争や内戦などを逃れた多くの人々がやってきたことを受けて、欧州連合からの離脱と移民流入規制を掲げる政党「Alternative für Deutschland（AfD、ドイツのための選択肢）」やポピュリズム運動が台頭した。
反ユーロを訴えるドイツのドイツのための選択肢（ＡｆＤ)は17年9月の欧州総選挙で初の国政議席を獲得し、第3党に躍進した。ＡｆＤはドイツのユダヤ人中央評議会により「ＡｆＤの破滅的な政治観は、民主主義制度をないがしろにし、市民間に広がる民主主義の信用をおとしめる」と述べられ、ドイツ政府から監視対象に指定された極右政党である。

### イタリア
2000年代に入ってからは、右翼の過激なポピュリズム政党が存在感を強めた。イタリア首相のベルルスコーニやフランス大統領のサルコジなど、社会政策においてはきわめて保守的かつ権威主義的で、経済的には市場原理を重んじる政治家がポピュリストとされた。こうした政治家は、一様に古い政治を一掃すると主張して、新たな支持基盤を獲得するとともに、個人の自己決定権のようなリベラルな価値を批判する点でも共通していた。
ベルルスコーニはイタリアの実業家で、サッカーチームのACミランのオーナーであり、マスメディアの帝王の異名を持った人物であった。ベルルスコーニは1994年の選挙に勝利し初めて首相の座に就いた。その後贈収賄容疑で退陣した後、2001年の選挙で首相に返り咲き2006年まで首相を務め、また、2008年の選挙で右派勢力を結集して勝利し、3度目の首相就任を果たした。メディアを通じて国民に直接訴えかける手法は、典型的なポピュリストの手法とされ、イタリアやヨーロッパの政治に大きな影響を与えた。
2016年12月、イタリアで憲法改正をめぐる国民投票が行われた。その際、改正反対派の中で存在感を発揮したのが、五つ星運動であった。既存の政党が政治をゆがめていると訴える一方、グローバリズムやEUのあり方を厳しく非難して人気を集めた。ローマ市長やトリノ市長も、この政党から誕生することとなった。
また、2018年のイタリア総選挙では、反既成政治を掲げて第一党に躍り出た五つ星運動と右派政党同盟 (イタリア)が連立政権を樹立した。この政権は政権樹立後、反EUや反移民を訴えて指示を拡大した。また、2022年10月には極右政党イタリアの同胞の党首ジョルジャ・メローニ氏がイタリア初の女性首相に就任した。このことは、ムッソリーニのファシスト政権以降、イタリアの主要な政治動向において、最も右寄りにかじを取る政党のリーダー誕生という点でも歴史的な出来事となった。メローニ氏の基本的政策は、ＬＧＢＴＱ＋（性的少数者）や中絶の権利を公然と疑問視し、移民削減を目標に掲げる。このことはグローバリゼーションから同性婚まであらゆる理由から伝統的な価値観や生活様式が攻撃を受けているという考えによるものとも捉えることができる。
2022年9月、イタリアの上下院の総選挙で、野党の右翼ポピュリズム政党「Fratelli d’Italia（FDI、イタリアの同胞）」が第1党に躍進した。

### イギリス
イギリスの保守党議員パウエルがコモンウェルス（イギリス連邦）からの移民排斥を訴えたことがイギリスのポピュリズムの事例として指摘され、パウエルはサッチャー元首相に影響を与えた。

#### ブレグジット
単一通貨であるユーロに参加しないイギリスは、EU内でも特殊な存在であり、また、アメリカと強い結びつきを持つイギリスには、他のEU諸国と異なる考えを持つ人も存在していた。その結果2016年6月、イギリスでEU残留をするべきか否かを巡る国民投票が行われ、離脱に賛成する票が51.9%を占めた。それを受け、イギリスはEUから離脱した。
イギリスのEU離脱（ブレグジット）にかかわる国民投票で、大量に離脱に投票したのは、グローバル化の恩恵にあずかれなかった地域の人々であった。またグローバル化の恩恵を受けてきたエリート層と、それに反発する衰退したイングランド北部の工業地帯の労働者（ブルーワーカー）の対立という点でトランプ政権誕生時と状況が類似していた。また、ブレグジットの支持者は、反グローバル・反移民の立場をとる人が多く、これまでのグローバリズムに反発を持つ人々が多かったという点で注目に値する。
Liberties(欧州自由人権協会)はウェブサイトで、EU離脱を目指すイギリス独立党は移民やエスタブリッシュメントに対する国民の恐怖と感情を利用することに成功したと書いている。

### フランス
20世紀に自営業者プジャードが始めた反徴税運動であるプジャード運動がフランスのポピュリズムの典型例とされる。
こうしたプジャードや同時期のイギリス保守党のパウエルによる運動は、戦後の高度発展期にあって、都市部に資本や人が集中するといった社会の構造的な変動に対する反動とされることもある。プジャード運動は2017年5月のフランスの大統領選の決選投票に進んだ、極右政治家ジャン・マリーヌ・ルペンに影響を与えている。
またルペンが率いる国民戦線（FN）も、近年では社会党の地盤であったフランス北東部で支持を伸ばしていたが、極右政党というイメージの一新を図って18年6月に党名を国民連合に変更し、さらに勢力を拡大している。

### ヨーロッパ諸地域
「ポピュリズム」の用語は「ラテン語: populus（民衆）」に由来し、通常は「エリート主義」との対比で使用されるが、古代ローマでは「populus」は「ローマ市民権を持つ者」の意味であった。ポプラレス達は「民衆派（大衆派）」とも呼ばれる事実上の党派となり、ティベリウス・グラックス、ガイウス・マリウス、ガイウス・ユリウス・カエサル、アウグストゥスなどは、元老院を回避するために民衆に直接訴えて市民集会で投票を呼びかけた。
19世紀にヨーロッパで発生したロマン主義は、従来の知識人中心の合理主義や知性主義に対抗し、大衆にナショナリズムやポピュリズムの影響を与えた。
1860年代のロシア帝国では、知識人に対抗し、農民の解放を目ざして、ロシア帝政を打倒するナロードニキ（人民主義者）運動が起き、1881年にはアレクサンドル2世が暗殺された。
また、近年の欧州のポピュリズム政党は、一般に反エリート、反グローバル的なナショナリズム、反EUなどをその特徴としている。戦後の欧州はナチズムへの反省から、ポピュリズムに対して懐疑的な風潮にあるとも言われていた。このため、顕著なポピュリズム政党の伸長は、いくぶんの意外性をもって迎えられた。
2010年代には、従来は社会民主主義政党の金城湯池であった、旧鉄鋼・炭鉱・重工業で栄えた地域で支持を集める、いわばポスト工業型のポピュリズムが欧州議会や国政選挙で著しい台頭を見せた。こうしたポスト工業型のポピュリズムは、製造業が衰退し、サービス産業が進展するなかで、移民の流入を含むグローバル化からの恩恵を感じられない旧中間層の不満に巣くっているといえる。
また、近年の欧州でのポピュリズムの台頭は、その背景に自国及び欧州連合(EU)の政治制度に対する信頼感の低下があると言われている。EU圏では08年に発生した金融危機の後、財政緊縮により景気が大幅に後退した。10年代半ばからは回復傾向にあり財政引き締めも緩和に向かったが、国によっては依然として若年層の高い失業率が続くなど課題は多い。また、EU域内でも格差が目立ち、経済成長が進む国でもその恩恵が国民全般にいきわたるまでには至っていない。こうした状況の中で、アラブの春を端緒とする紛争により多数の難民が流入したり、イスラム過激派によるテロ事件が相次いだ。またグローバル化によって海外への工場移転が進み、無責任なグローバル・エリートによって自分たちの生活が脅かされているという意識が広がり、いわば「置き去りにされた人びと」と呼ばれる層が生まれてきた。ポピュリズム勢力は、こうしたグローバリズムに対する焦燥や危機感をよりどころとして支持を伸ばしてきた。イギリスでは、この「置き去りにされた人びと」がEU離脱を問う国民投票で決め手となったと指摘されている。
イギリスの連合王国独立党(UKIP)やフランスの国民連合(旧国民戦線)、デンマークの人民党(国民党)などは、得票数や議席数で4分の1前後を占めるまでに至った。この他、各国で連合政権に加わるなどして強い影響力を持って政策に介入したり、単独政権を担ったりする党も現れた。また欧州懐疑主義と呼ばれる、反移民や反EUを政策の中心に掲げる極右や左派の政党や政治勢力が、2014年5月の欧州議会で751議席のうち約25%を占め大きく躍進した。オーストリアでは中道右派の国民党と極右政党の自由党との連立政権が発足し、移民への強硬姿勢で知られる国民党のクルツ首相が就任した。左派政党としては2010年のユーロ危機で財政破綻寸前に追い込まれたギリシアで、緊縮政策に反対する急進左派連合のチプラス政権が誕生しており、スペインでは新左翼のポデモスが支持を拡大している。

### アジア
当時開発途上国であった、インドネシアのスハルト体制やチリのピノチェト政権、中国の毛沢東体制など、軍部の掌握を背景にした、開発独裁政治がポピュリズムとされることもある。
フィリピンのドゥテルテ大統領は多くの民衆から支持を集めているものの、超法規的な殺人を認めており、きわどい存在であり、大統領を批判する者の自由が確保されているのかという疑問もある。タイのタクシン・シナワットが始めた政治運動も典型的なポピュリズム政治とされる。

2017年に就任した韓国の第19代大統領、文在寅氏の政治手法にもポピュリズムの要素が見られるとする論者もいる。文政権は国民からの請願に対し20万人以上の同意の下で政府が回答する「国民請願制度」を確立した。この制度は直接民主制（全国民参加型の政治）に近い制度であるため、国民と政府の直接的結合を図るといったメリットもあるものの国民感情により政治が暴走する危険をはらんでいる。また日本との「徴用工問題」「従軍慰安婦問題」を再提起することで大衆の愛国心を煽り、政権への求心力とすることを図ろうとしたとされることもある。文政権成立後日韓関係は「戦後最悪」と言われるまでに冷え込むこととなった。

### アフリカ
アフリカの国々は軍が政治的な影響力を持つ事が多く、それゆえにクーデターが多発しやすい大陸でもある。1983年にクーデターを起こしたブルキナファソのトーマス・サンカラや、ガーナのジェリー・ローリングスは「軍は国民に自由を与えなければならない」とし、特にサンカラは国内の社会構造を「エリート（人民の敵）」と「非エリート（人民）」（労働者や農民、失業者など）に分割し非エリートからの支持を受けながら軍事政権の安定化と政策を行った。
21世紀に入り、民主主義の価値観がよりアフリカに浸透し、新たなポピュリスト政治家が登場。ケニアのライラ・オディンガ、セネガルのアブドゥライ・ワッド、南アフリカのジュリアス・マレマ、ザンビアのマイケル・サタが含まれる。2020年以降は西アフリカにて親露・反仏を掲げる軍事政権が誕生し「反フランス」「反ECOWAS」「親露、親中」を大々的に打ち出し、ロシアに接近することで民衆の支持を得ている。

## 日本におけるポピュリズム

### 「ポピュリズム」の使われ方
日本では「ポピュリズム」という言葉は、「複雑な政治的争点を単純化して、いたずらに民衆の人気取りに終始し、真の政治的解決を回避するもの」として大衆迎合主義と訳し、「衆愚政治」「扇動政治」「反知性主義」などの意味で使用されることが多いが、これは政治学上の本来の意味とは異なったものであると指摘される。
「大衆迎合主義」及び「大衆迎合主義者」という訳語は、一般的な有権者たちを無知な大衆として見下すだけでなく、専門家やエリートたちが特定の領域においては無謬の存在であるかのような誤解を招く表現であるとの批判がなされている。水島教授に拠れば、今の政治学者で『大衆迎合主義』と呼ぶ人はほとんどおらず、ポピュリズムに対して批判的である研究者も、現在ではこの用語をほとんど使用しなくなったのにもかかわらず、大手メディアはこの語訳を使用し続けている状況である。
また、ポピュリズムという言葉は、アメリカなどでは肯定的に使われる一方、ファシズムを経験した日本・欧州では否定的な意味で使われる傾向がある。そのためポピュリズムという言葉は価値中立的に用いられることはない。日欧では、非難されるべき対象や姿勢を名指しする場合に用いられることが多い。

#### 使用を巡る争い
2025年、立憲民主党枝野幸男の「減税ポピュリズムに走りたいなら、別の党をつくるべきだ」の発言をきっかけに内で激しい党内対立が発生し、小沢一郎は「意見の違うやつは出て行けということで、言ってはいけない。仲間に対して失礼で、無礼で、傲慢な印象を与える」と批判。
また、2019年にも野田佳彦（枝野発言当時の立憲民主党代表）が玉木雄一郎に対しポピュリズムと批判、玉木に「これ（消費税減税）はポピュリズムではなくて経済政策として申し上げているということです」と論争になったことがある。

### 日本のポピュリズム勢力
日本のポピュリズムについては、社会保障が維持されて格差が抑えられていること、グローバル化が進んでいないことなどでポピュリズム勢力は台頭していないという見方と、小泉純一郎ら多くのポピュリストがいるという見方の両者がある。論者によって、安倍晋三はポピュリストであるとしたり、逆に安倍晋三が1990年代以降のポピュリズムを終わらせたとしたりと、定義も一致していない。
日本全体ではともかく、地方レベルにおいては顕著という見方もある。例えば、石原慎太郎や橋下徹、小池百合子など、大都市の知事を務める改革志向の政治家がポピュリストとされることが多い。これは、二元代表制のもとで首長は住民から直接に選出されることにより、首長候補は地方議会や行政機構の既得権益を批判して、有権者の支持を集めることができることが考えられる。
政治学者の水島治郎は、石原慎太郎は異色の右派政治家ではあるが、反エスタブリッシュメントとはいえないと評している一方で、小池百合子は既成政党である自民党（特に東京都自民党）から、「いじめられている」「抑圧されている」ようにメディアの前で演出するところがうまいが、その場しのぎで対決を演出しているようにも見え、具体的な政策や政治運動の概要が見えず、ポピュリズム的な政治手法であると評した。
2025年7月20日に投開票された第27回参議院議員通常選挙では「日本人ファースト」を掲げた参政党が「自民党は左傾化している」と感じた保守系支持層の受け皿になる事に成功。14議席獲得で一気に大躍進した。

#### 小泉内閣
第87代目内閣総理大臣である小泉純一郎の政治手法には既存のエリート主義への反逆、大衆をとりこにするカリスマ性、歯切れのよいワンフレーズ、劇場型政治、急進的な改革、自民党内勢力の分断、敵の排除、大衆との直接的結合を求めるメールマガジンなど、どれをとってもポピュリズムの要素が多く見られた。小泉は、国民的人気が非常に高く長期政権を築いた首相として知られ、政権発足当初の内閣支持率は87.1％（歴代1位）であった。「神の国」発言や、えひめ丸事故の際にゴルフを行っていたことなどで批判の的となっていた森喜朗の後釜として首相となり、キャッチーなワンフレーズ「改革なくして成長なし」、「聖域なき構造改革」、「痛みを伴う改革」、「自民党をぶっ壊す」というスローガンを使用し、政策に反対する勢力は全て抵抗勢力であると訴える派手なアピールにより国民から強い支持を受けた。またメディアへの露出を積極的に行う政治手法を採った。2005年8月、参議院で郵政民営化関連法案が否決されると、小泉は直ちに衆議院を解散して衆議院選挙を実施した。このとき、小泉は郵政民営化に反対する自民党の候補者を公認せず、対立候補を刺客としておくりこむなど、反対派を徹底的に排除した。このように小泉氏は選挙の「民意」を正当性の根拠として対立者に一切の妥協をしなかった。また国民に直接自分の声を届けるため、メールマガジン「らいおんはーと」を開始し、記者会見は親しみやすいぶら下がり会見の形式が多く取られた。その結果政権末期の2006年時点でも支持率は50％前後であったが本人の意志により辞任した。

#### 「ポピュリスト」とされた側からの反論
橋下徹は「自分たちと異なる価値観の政治を『ポピュリズム』という言葉で批判するのは間違っていると思いますよ。それは『自分の考え以外は間違いだ』と言っているだけです」「ポピュリズムという言葉は、自分の考えと異なる政治をじっくり分析する思考を停止させます。『お前は間違っている』と理由なく言っているようなものですから。ポピュリズムという言葉を使わずにその政治をしっかり分析・批評できるメディアや知識人が誕生して初めて政治は良くなっていくでしょう」と述べた。
れいわ新選組の山本太郎は「左派ポピュリズム」と評されることについて「人々を救うことをポピュリズムと言われるなら、そうです私はポピュリストですと言ってやりたい」と答えている。